# Deltocephalini
Deltocephalini  (лат.) — триба прыгающих насекомых из подсемейства цикадок Deltocephalinae (Cicadellidae). Встречаются повсеместно. 

## Описание
Среднего и мелкого размера цикадки разнообразного цвета. Голова равна или уже пронотума. Усики короткие. Оцеллии развиты.  Передние крылья макроптерные и брахиптерные. Макросетальная формула задних бёдер равна 2+2+1. Жилкование передних крыльев сетчатое. Deltocephalini питаются травянистой растительностью, наиболее разнообразны и обильны в пастбищных экосистемах. Несколько видов имеют важное экономическое значение как переносчики возбудителей болезней. Виды Graminella nigrifrons (Forbes, 1885), Maiestas dorsalis (Motschulsky, 1859) и Endria inimica (Say, 1830) являются переносчиками патогенов кукурузы, риса и пшеницы, соответственно.

## Систематика
Морфологический и молекулярно-генетический анализ показал, что Deltocephalini это монофилетическая группа близко родственная к трибе Paralimnini, а эти две трибы образуют общую кладу с трибой Tetartostylini. Триба Deltocephalini включает 68 родов и более 580 видов. Род Loeia Duan в 2025 году перенесён в трибу Punctulini
- Afrosus  Linnavuori, 1959
- Alobaldia  Emeljanov, 1972
- Alodeltocephalus  Evans, 1966
- Amblysellus  Sleesman, 1929
- Amplicephalus  DeLong, 1926
- Arundanus  DeLong, 1935
- Bolarga  Oman, 1938
- Bolivaia  Linnavuori & DeLong, 1979
- Cabrellus  Emeljanov, 1964
- Cabrulus  Oman, 1949
- Crumbana  Oman, 1949
- Cruziella  Linnavuori & DeLong, 1979
- Ctenurellina  McKamey, 2003
- Daltonia  Oman, 1949
- Deltanus  Oman, 1949
- Deltazotus  Kramer, 1971
- Deltella  Oman, 1949
- Deltocephalus  Burmeister, 1838
- Destria  Oman, 1949
- Endria  Oman, 1949
- Fusanus  Linnavuori, 1955
- Graminella  DeLong, 1936
- Haldorus  Oman, 1938
- Heidinus  Theron, 1988
- Horouta  Knight, 1975
- Kanorba  Oman, 1938
- Kansendria  Kramer, 1971
- Limpica  Cheng, 1980
- Lonatura  Osborn & Ball, 1898
- Lorellana  DeLong & Kolbe, 1975
- Loreta  Linnavuori, 1959
- Lusitanocephalus  Quartau, 1970
- Maiestas  Distant, 1917
- Maricaona  Caldwell, 1952
- Matsumuratettix  Metcalf, 1952
- Mattogrossus  Linnavuori, 1959
- Mendozellus  Linnavuori, 1959
- Mexara  Oman, 1949
- Miradeltaphus  Dash & Viraktamath, 1995
- Neodeltocephalus  Linnavuori, 1959
- Nullamia  DeLong, 1970
- Ochromelanus  stiller, 2011
- Onura  Oman, 1938
- Paramesodes Ishihara, 1953
- Parandanus  Linnavuori & DeLong, 1976
- Parayuanamia  Xing & Li, 2011
- Peitouellus  Vilbaste, 1969
- Picchuia  Linnavuori & DeLong, 1979
- Planicephalus  Linnavuori, 1954
- Polyamia  DeLong, 1926
- Ragia  Theron, 1973
- Recilia  Edwards, 1922
- Reventazonia  Linnavuori, 1959
- Sanctanus  Ball, 1932
- Sanluisia  Linnavuori, 1959
- Spathifer  Linnavuori, 1955
- Tetramelasma  Stiller, 2011
- Theronus  Stiller, 2009
- Tideltellus  Kramer, 1971
- Toldoanus  Linnavuori, 1954
- Tumupasa  Linnavuori, 1959
- Unerus  DeLong, 1936
- Unoka  Lawson, 1928
- Vicosa  Linnavuori & DeLong, 1978
- Wakaya  Linnavuori, 1960
- Warlucephala  Fletcher, 2006
- Wyushinamia  Zhang & Duan, 2006
- Yuanamia  Zhang & Duan, 2006